# Hana Hope
Hana Hope（ハナホープ）は、2006年生まれの歌手・シンガーソングライター。

## 概要
小さい頃から、自宅や近所のライブハウスでウクレレで歌を披露していた。その声が評判となり、YMOの高橋幸宏がシンガーとして契約。13歳でYMO結成40周年を記念したトリビュートコンサート「Yellow Magic Children」に参加した事をきっかけに、シンガーとしての活動を本格的にスタート。当時はHANAとして活動していた。
曲作りは11歳のころからはじめ、中学時代に高橋幸宏、TOWA TEI、ROTH BART BARONなど錚々たるミュージシャンとの共演を果たした後、2022年にインディーズレーベルのUMAAからHana Hopeとしてデビュー。2023年にリリースしたアルバム『HUES』は、『ミュージック・マガジン』誌の「ベストアルバム2023」のJ-POP / 歌謡曲部門2位に選ばれるなど高い評価をうけた。2023年夏に『Fate/Grand Order』Memorial Movie 2023テーマソング『flowers』でソニー・ミュージックよりメジャーデビュー。

## 人物
ペンシルベニア出身のアメリカ人の父と、日本人の母とのハーフで、東京生まれの東京育ち。小さい頃からピアノを習い、8歳からウクレレをはじめる。小学校からインターナショナルスクールに通い、高校では生徒会長を務めた。シャイな性格で、読書が大好き。洋楽のインディーズの音楽オタクで、Ashe (Ashe (singer)) 、Boygenius (Boygenius) 、Lizzy McAlpine (Lizzy McAlpine) のファン。2025年9月からアメリカの大学に進学が決まっており、日本とアメリカと行き来しながら学業とアーティスト活動の両立をはかる。

## 来歴
2019年
3月14日、YMOの結成40周年を記念して行われたライブイベント「Yellow Magic Children 〜40年後のYMOの遺伝子〜」に出演する。
ROTH BART BARONのアルバム『けものたちの名前』に収録の曲「けもののなまえ」にボーカルで参加し、同作のリリースツアーの初日、11月27日の渋谷WWW Xでの公演に出演。
2020年
6月リリースのTOWA TEI「MAGIC」のリード・ボーカルを担当する。
11月14日に公開された老舗レコーディングスタジオ「音響ハウス」のドキュメンタリー映画『音響ハウス Melody-Go-Round』において、高橋幸宏、大貫妙子、葉加瀬太郎らのミュージシャンとともに、テーマ曲「Melody-Go-Round」のボーカルとして参加。
11月28日、Billboard Live TOKYOで開催された「鈴木慶一 ミュージシャン生活50周年記念ライヴ」に出演。
2021年
7月公開の細田守監督のアニメーション『竜とそばかすの姫』に声優として参加。
2022年
2月25日、シングル「Sentiment / Your Song」でHana Hopeとしてデビュー
11月、セカンド・シングル「きみはもうひとりじゃない」、自身による作詞・作曲による「16 – sixteen」をリリース。
12月、シングル「それでも明日は」をリリース、映画『あつい胸さわぎ』の主題歌に起用される。
2023年
3月1日、イギリスのエレクトロ・ポップ・デュオ“HONNE (Honne (band)) ”プロデュースによるシングル「We've Come So Far」をリリース、J-Wave TOKIO HOT100で3週連続2位となる。
3月15日、ファーストアルバム『HUES』をデジタルリリース。
7月30日、「Fate/Grand Order」Memorial Movie 2023テーマソング「flowers」でソニー・ミュージックからメジャーデビュー。
10月、テレビアニメ『はめつのおうこく』のオープニングテーマ「消えるまで」を担当、11月29日にはシングルとしてリリース。
12月14日、メジャーデビュー後初となるワンマンライブ「Hana Hope 2023 : The new chapter」を渋谷duo MUSIC EXCHANGEで開催。
2024年
3月、ceroのフロントマン・髙城晶平が作詞・作曲を手掛けた「Rain Or Shine」をリリース。
4月、小林武史プロデュースによる「百年後芸術祭」の音楽イベント「super folklore」に出演、Mr.Childrenの桜井和寿と共演した。
4月クールTVアニメ『狼と香辛料 MERCHANT MEETS THE WISE WOLF』オープニングテーマ「旅のゆくえ」を担当。
8月、デジタルシングル「サマータイム・ブルース」をリリース。
12月、TVアニメ『七つの大罪 黙示録の四騎士』オープニングテーマ「アカイロ」をリリース。
2025年
1月よりNHK「名曲アルバム」で放送の「オールド・ラング・サイン 〜蛍の光〜 スコットランド民謡」に歌唱参加。
3月5日、jo0jiとのコラボシングル「フリーバード」を先行配信し、19日に同曲を含むメジャー・ファーストアルバム『Between The Stars』をリリース。
4月20日、渋谷WWWでワンマンライブ「Between The Stars」を開催。
5月、ポカリスエットのCM曲「99 Steps feat Kohjiya, Hana Hope」 でテレビ朝日ミュージックステーションに出演。
7月、テレビアニメ『瑠璃の宝石』のエンディングテーマ「サファイア」をリリース。
8月11日、代官山UNITでワンマンライブ「Written In The Stars」を開催。

## ディスコグラフィ

### 配信シングル
| リリース日     | タイトル                 | 備考                                                                     |
| -------------- | ------------------------ | ------------------------------------------------------------------------ |
| 2022年2月25日  | Sentiment / Your Song    | 1stシングル                                                              |
| 2022年11月3日  | きみはもうひとりじゃない |                                                                          |
| 2022年12月14日 | それでも明日は           | 映画『あつい胸さわぎ』主題歌                                             |
| 2023年3月1日   | We've Come So Far        |                                                                          |
| 2023年7月30日  | flowers                  | メジャー1stシングル、「Fate/Grand Order」Memorial Movie 2023テーマソング |
| 2023年9月1日   | flowers(English version) |                                                                          |
| 2023年10月7日  | 消えるまで               | アニメ『はめつのおうこく』オープニングテーマ                             |
| 2024年3月20日  | Rain Or Shine            |                                                                          |
| 2024年4月2日   | 旅のゆくえ               | アニメ『狼と香辛料 MERCHANT MEETS THE WISE WOLF』オープニングテーマ      |
| 2024年8月7日   | サマータイムブルース     |                                                                          |
| 2024年10月7日  | アカイロ                 | アニメ『七つの大罪 黙示録の四騎士』オープニングテーマ                    |
| 2025年3月5日   | フリーバード             |                                                                          |
| 2025年7月6日   | サファイア               | アニメ『瑠璃の宝石』エンディングテーマ                                   |

### CDシングル
| リリース日     | タイトル   | 規格品番                                                                          | 収録曲                                                                                      | 備考 |
| -------------- | ---------- | --------------------------------------------------------------------------------- | ------------------------------------------------------------------------------------------- | ---- |
| 2023年11月29日 | 消えるまで | AICL-4470 ～ AICL-4471（初回生産限定盤） AICL-4472 ～ AICL-4473（期間生産限定盤） | 1. 消えるまで 2. たゆたう 3. flowers(English version) 4. leave me blind                     |      |
| 2024年5月29日  | 旅のゆくえ | AICL-4570（初回生産限定盤） AICL-4571 ～ AICL-4572（期間生産限定盤）              | 1. 旅のゆくえ 2. Rain Or Shine 3. passing forward 4. 旅のゆくえ(English version)            |      |
| 2024年12月4日  | アカイロ   | AICL-4660 ～ AICL-4661（初回生産限定盤） AICL-4662 ～ AICL-4663（期間生産限定盤） | 1. アカイロ 2. UnSaid 3. flowers (English ver.) - With ensemble 4. たゆたう - With ensemble |      |
| 2025年8月6日   | サファイア | AICL-4795（初回生産限定盤） AICL-4796 ～ AICL-4797（期間生産限定盤）              | 1. サファイア 2. afraid to love 3. サマータイム・ブルース D.O.I.& T.O.M Remix               |      |

### 参加作品
- 高木正勝『スタジオ地図 Music Journey Vol.2　- 高木正勝 うたの時間』（2025年4月30日）[55]
  - 「きときと with Hana Hope」
  - 「おかあさんの唄 with Hana Hope」
- STUTS「99 Steps (feat. Kohjiya, Hana Hope)」（2025年5月7日、配信シングル）[56]
  - 大塚製薬「ポカリスエット」CMソング[57]

## タイアップ一覧
| 使用年 | 曲名           | タイアップ                                                          |
| ------ | -------------- | ------------------------------------------------------------------- |
| 2023年 | それでも明日は | 映画『あつい胸さわぎ』主題歌                                        |
| 2023年 | flowers        | 「Fate/Grand Order」Memorial Movie 2023テーマソング                 |
| 2023年 | 消えるまで     | アニメ『はめつのおうこく』オープニングテーマ                        |
| 2023年 | たゆたう       | 「モネ 連作の情景」展覧会イメージソング                             |
| 2024年 | 旅のゆくえ     | アニメ『狼と香辛料 MERCHANT MEETS THE WISE WOLF』オープニングテーマ |
| 2024年 | アカイロ       | アニメ『七つの大罪 黙示録の四騎士』オープニングテーマ               |
| 2025年 | サファイア     | テレビアニメ『瑠璃の宝石』エンディングテーマ                        |